# Boiken
Boiken (cs. Boikovo, fr. Pomme Boiken, de. Boikenapfel) – odmiana uprawna jabłoni domowej pochodzenia niemieckiego, po raz pierwszy odmiana ta została opisana w 1828 roku. Spotykana najczęściej w okolicach Bremy. W Polsce była powszechnie uprawiana w wielu rejonach, obecnie rzadziej spotykana.

## Morfologia

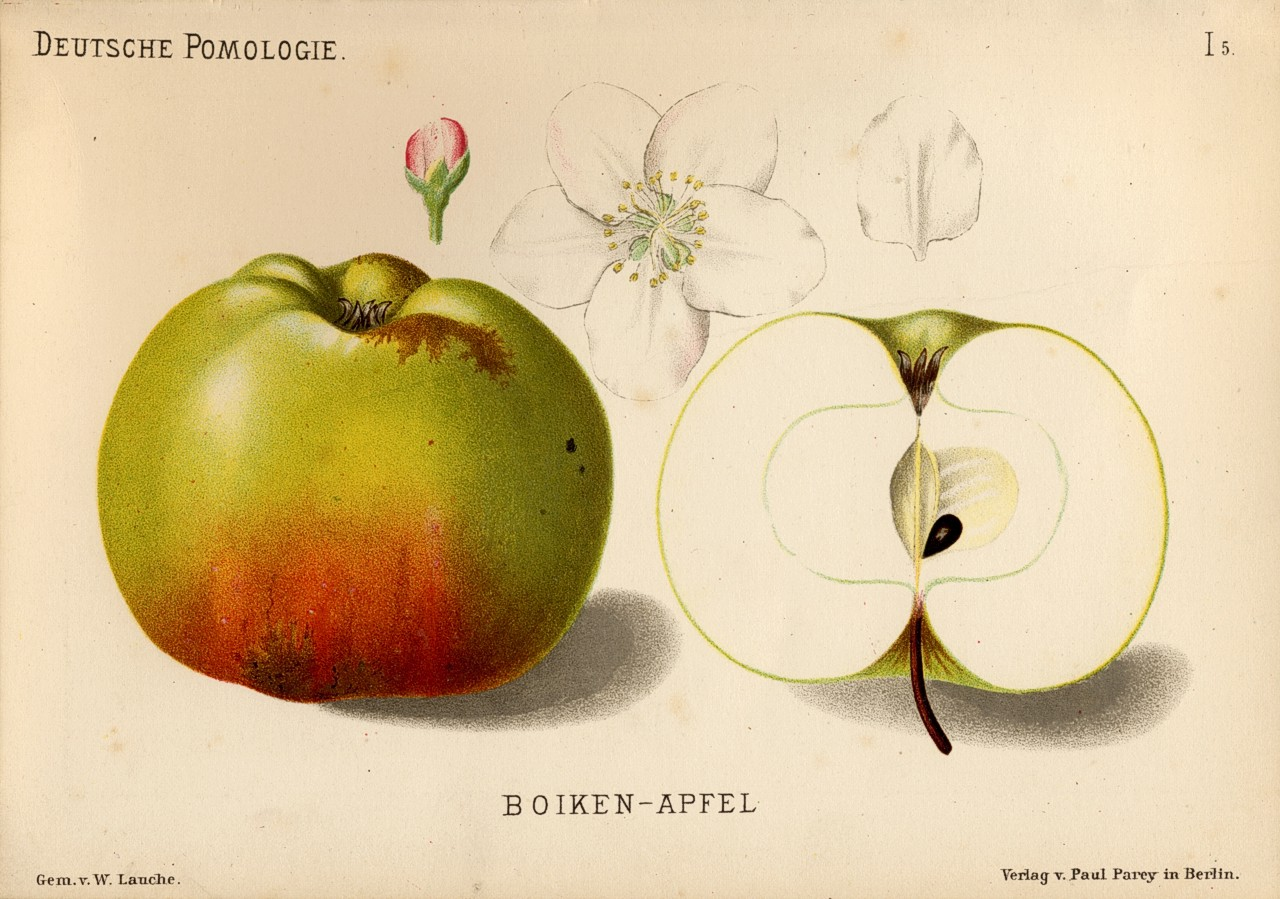
Przekrój

PokrójDrzewo rośnie umiarkowanie, tworzy dość luźną koronę z gałęziami wyrastającymi prawie pod kątem prostym od pnia i przewodników. Owocuje bardzo obficie, odmiana dość wytrzymała na mróz, nie znosi gleb ciężkich i mokrych, dobrze znosi suszę.
OwocŚredniej wielkości lub duży, kulistostożkowaty, przy kielichu jest lekko żebrowany, na dole ścięty, twardy i ciężki. Skórka gruba, zielona lub zielonawożółta, z rzadka pokryta brązowymi przetchlinkami, w dotyku jest tłusta. Czasami owoce mają delikatny, czerwony rumieniec. Miąższ biały, zielonkawy jest ścisły, jędrny, kwaskowaty, średnio soczysty. Szypułka zgięta, wystaje lekko ponad zagłębienie szypułkowe – szerokie, lekko ordzawione.

## Rozwój
Odmiana wchodzi w okres owocowania w 5 lub 6 roku od posadzenia. Owocuje bardzo obficie, najczęściej przemiennie, ze skłonnością do owocowania corocznego.

## Uprawa
Owoce są gotowe do zbioru pod koniec października. Do spożycia nadają się w styczniu. Dobrze trzymają się na drzewie, dobrze znoszą transport. W dobrych warunkach przechowują się do czerwca, jednak w przechowalni czasami ulegają oparzeliźnie powierzchniowej.

## Zastosowanie
Boiken ma wszechstronne zastosowanie – doskonale nadaje się do spożycia na surowo, do przetworów domowych, jak i do przerobu przemysłowego. Odmiana jest polecana na kompoty.